# Судаков, Роман Валерьевич
Роман Валерьевич Судаков — гвардии рядовой Вооружённых Сил Российской Федерации, участник антитеррористических операций в период Второй чеченской войны, погиб при исполнении служебных обязанностей во время боя 6-й роты 104-го гвардейского воздушно-десантного полка у высоты 776 в Шатойском районе Чечни.

## Биография
Роман Валерьевич Судаков родился 18 мая 1981 года в городе Рыбинске Ярославской области. После окончания Рыбинской средней школы № 17 поступил в профессиональный лицей № 38 на специальность повара, успел окончить три курса. Активно занимался парашютным спортом и самбо. 17 июня 1999 года Судаков был призван на службу в Вооружённые Силы Российской Федерации Рыбинским районным военным комиссариатом Ярославской области. Получил воинскую специальность гранатомётчика. Первоначально служил в одной из частей, дислоцированных в Волгограде. В дальнейшем был направлен в войсковую часть № 32515 (104-й гвардейский воздушно-десантный полк, дислоцированный в деревне Черёха Псковского района Псковской области), службу проходил в 6-й парашютно-десантной роте.
В начале 2000 года Судаков в составе своего подразделения рядовой был направлен в Чеченскую Республику, в зону контртеррористической операции на Северном Кавказе. Принимал активное участие в боевых операциях. Так, 9 февраля 2000 года в бою к северо-западу от села Ведено он со своими товарищами не дал противнику пройти в промежуток между соседними подразделениями. Ночью 17 февраля 2000 года Судаков вовремя открыл огонь по противнику, не дав ему возможности прорваться из блокады.
С конца февраля 2000 года его рота дислоцировалась в районе населённого пункта Улус-Керт Шатойского района Чечни, на высоте под кодовым обозначение 776, расположенной около Аргунского ущелья. 1 марта 2000 года десантники приняли здесь бой против многократно превосходящих сил сепаратистов — против всего 90 военнослужащих федеральных войск, по разным оценкам, действовало от 700 до 2500 боевиков, прорывавшихся из окружения после битвы за райцентр — город Шатой. Судаков вёл огонь по врагам из гранатомёта, нанося противнику большие потери. При отражении очередной атаки боевиков он был убит.
Похоронен на Макаровском кладбище Рыбинского района Ярославской области.
Указом Президента Российской Федерации от 12 марта 2000 года за мужество и отвагу, проявленные при ликвидации незаконных вооружённых формирований в Северо-Кавказском регионе, гвардии рядовой Роман Валерьевич Судаков посмертно был удостоен ордена Мужества.

## Память
- Бюст гвардии рядового Романа Судакова установлен в его родном городе, там же улица носит имя «Героев 6-й роты»[3].
- Мемориальные доски в память о Судакове установлены на зданиях средней школы № 17 и профессиональном лицее № 38 в Рыбинске, в музеях этих учебных заведений ему посвящены стенды.